# Stibnit
Stibnit, auch als Antimonit oder unter seinen bergmännischen Bezeichnungen Antimonglanz oder Grauspießglanz bzw. Grauspießglas, kurz auch Spießglas oder Spießglanz (siehe auch Glanze), bekannt, ist ein häufig vorkommendes Mineral aus der Mineralklasse der „Sulfide und Sulfosalze“. Stibnit hat die chemische Zusammensetzung Sb2S3 und ist damit chemisch gesehen Antimon(III)-sulfid (auch Antimontrisulfid oder kurz Antimonsulfid).
Stibnit kristallisiert im orthorhombischen Kristallsystem und entwickelt meist kurz- bis langprismatische oder nadelige Kristalle von bleigrauer Farbe, die typischerweise in Längsrichtung gestreift sind und Längen bis über einen Meter erreichen können. Er findet sich aber auch in Form radialstrahliger oder körniger bis massiger Aggregate und selten auch Kristallzwillinge. Die Stibnitkristalle sind stets undurchsichtig (opak) und weisen im frischen Zustand auf den Oberflächen einen ausgeprägten Metallglanz auf.

## Etymologie und Geschichte
Das Mineral ist bereits seit der Antike bekannt und wurde als schwarzer Schminkpuder zum Färben von Augenlidern und Augenbrauen verwendet. Dunkel gefärbte Augenränder gelten in der arabischen Kultur als Schönheitsideal und zugleich als magisches Abwehrmittel. In der Antike Griechenlands wurde es zudem zur Herstellung von Bronze eingesetzt.
Antimonit diente auch in Ägypten vom 3. Jahrtausend v. Chr. an als dunkle Schminke. Es wurde ebenfalls als Mittel gegen Augenerkrankungen genutzt. Weil in Ägypten zur damaligen Zeit kein Antimonit vorhanden war, wurde es außerdem aus Arabien und Vorderasien zu hohen Preisen importiert.
Im arabischen Sprachraum ist al-kuhl (arabisch الكحل, das Färbende) das Wort für den traditionellen arabischen „Antimon“-Schminkpuder. Francis Bacon führte 1626 in seiner Sylva sylvarum; or a naturall historie diesen aus einem Mineral erstellten Puder unter dem Begriff Alcohole auf.
Der Name Antimonit (von lateinisch antimonium als Bezeichnung für Spießglas, Grauspießglanz bzw. Grauspießglanzerz) wird ungefähr seit 1834 als chemischer Name für die Salze der Antimonsäure verwendet und Wilhelm Haidinger leitete 1845 daraus den Mineralnamen Antimonit ab. Von Paracelsus wurde der Grauspießglanz stets „Antimon“ (als Präparat Antimonium optime tritum) genannt.
Der Mineralname Stibnit leitet sich von den griechischen Worten stimmi oder stibi sowie dem lateinischen Wort stibium ab, die damit das schwarze, mineralische Puder bezeichnen. Ausgehend von dem lateinischen stibium führte François Sulpice Beudant 1832 den Namen Stibine ein, der von James Dwight Dana 1854 zu Stibnite geändert wurde.
Im deutschen Sprachgebrauch werden die Mineralnamen Stibnit, Antimonit bzw. Antimonglanz etwa gleichwertig verwendet.

## Klassifikation
Bereits in der veralteten 8. Auflage der Mineralsystematik nach Strunz gehörte der Stibnit zur Mineralklasse der „Sulfide und Sulfosalze“ und dort zur Abteilung „Sulfide mit M : S < 1 : 1“, wo er gemeinsam mit Bismuthinit, Guanajuatit und Paxit sowie im Anhang mit Kermesit und Ottemannit in der „Antimonit-Reihe“ mit der Systemnummer II/C.02 steht.
In der zuletzt 2018 überarbeiteten Lapis-Systematik nach Stefan Weiß, die formal auf der alten Systematik von Karl Hugo Strunz in der 8. Auflage basiert, erhielt das Mineral die System- und Mineralnummer II/D.08-020. Dies entspricht ebenfalls der Abteilung „Sulfide mit dem Stoffmengenverhältnis Metall : S,Se,Te < 1 : 1“, wo Stibnit zusammen mit Antimonselit, Bismuthinit, Guanajuatit, Metastibnit, Ottemannit und Pääkkönenit eine unbenannte Gruppe mit der Systemnummer II/D.08 bildet.
Die von der International Mineralogical Association (IMA) zuletzt 2009 aktualisierte 9. Auflage der Strunz’schen Mineralsystematik ordnet den Stibnit in die Klasse der „Sulfide und Sulfosalze (Sulfide, Selenide, Telluride, Arsenide, Antimonide, Bismutide, Sulfarsenide, Sulfantimonide, Sulfbismutide)“ und dort in die Abteilung „Metallsulfide mit M : S = 3 : 4 und 2 : 3“ ein. Hier ist das Mineral in der Unterabteilung „M : S = 2 : 3“ zu finden, wo es zusammen mit Antimonselit, Bismuthinit, Guanajuatit und Metastibnit die „Stibnitgruppe“ mit der Systemnummer 2.DB.05a bildet.
In der vorwiegend im englischen Sprachraum gebräuchlichen Systematik der Minerale nach Dana hat Stibnit die System- und Mineralnummer 02.11.02.01. Das entspricht der Klasse der „Sulfide und Sulfosalze“ und dort der Abteilung „Sulfidminerale“. Hier findet er sich innerhalb der Unterabteilung „Sulfide – einschließlich Seleniden und Telluriden – mit der Zusammensetzung AmBnXp, mit (m+n) : p = 2 : 3“ in der „Stibnitgruppe (Orthorhombisch: Pbnm)“, in der auch Antimonselit, Bismuthinit und Guanajuatit eingeordnet sind.

## Chemismus
Die idealisierte chemische Zusammensetzung von Stibnit (Sb2S3) besteht aus Antimon (Sb) und Schwefel (S) im Stoffmengenverhältnis von 2 : 3, was einem Massenanteil von 71,68 Gew.-% Sb und 28,32 Gew.-% S entspricht. Meist ist das Mineral relativ stoffrein zu finden wie beispielsweise in Wolfsberg in Sachsen-Anhalt mit 71,45 Gew.-% Sb und 28,42 Gew.-% S. Gelegentlich können aber geringe Fremdbeimengungen wie Eisen (Fe), Kupfer (Cu), Blei (Pb), Zink (Zn), cobalt (Co), Silber (Ag) und/oder Gold (Au) vorhanden sein.

## Kristallstruktur

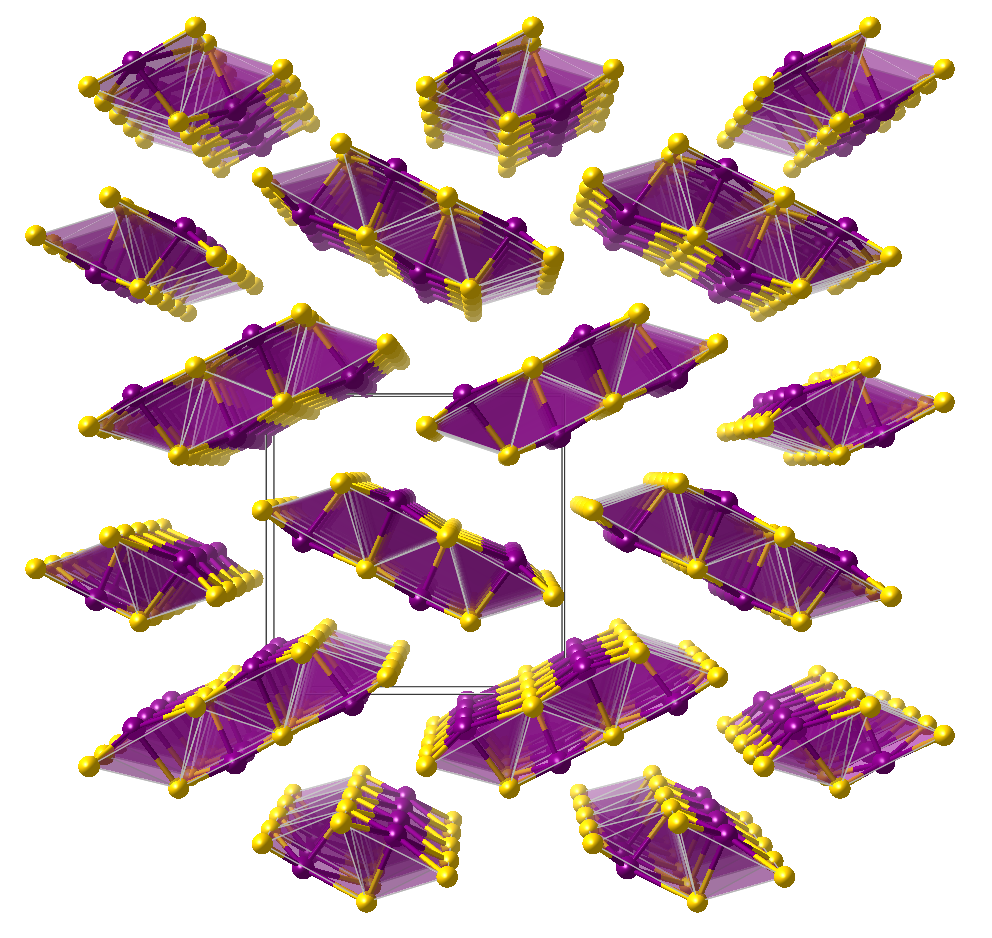
Kristallstruktur von Stibnit

Stibnit kristallisiert orthorhombisch in der Raumgruppe Pnma (Raumgruppen-Nr. 62) mit den Gitterparametern a = 11,311 Å; b = 3,836 Å und c = 11,229 Å sowie 4 Formeleinheiten pro Elementarzelle.
Das vorherrschende Strukturmotiv sind tetragonale SbS5-Pyramiden. Diese bilden gewissermaßen Tetramere (und zwar so ineinandergestellt, dass zwei mit den Spitzen nach oben, zwei nach unten zeigen), die sich entlang der b-Richtung unendlich kantenverknüpft ausdehnen, daher auch die typische Längsstreifung der Kristalle und die sehr vollkommene Spaltbarkeit parallel zu dieser Richtung.

## Eigenschaften

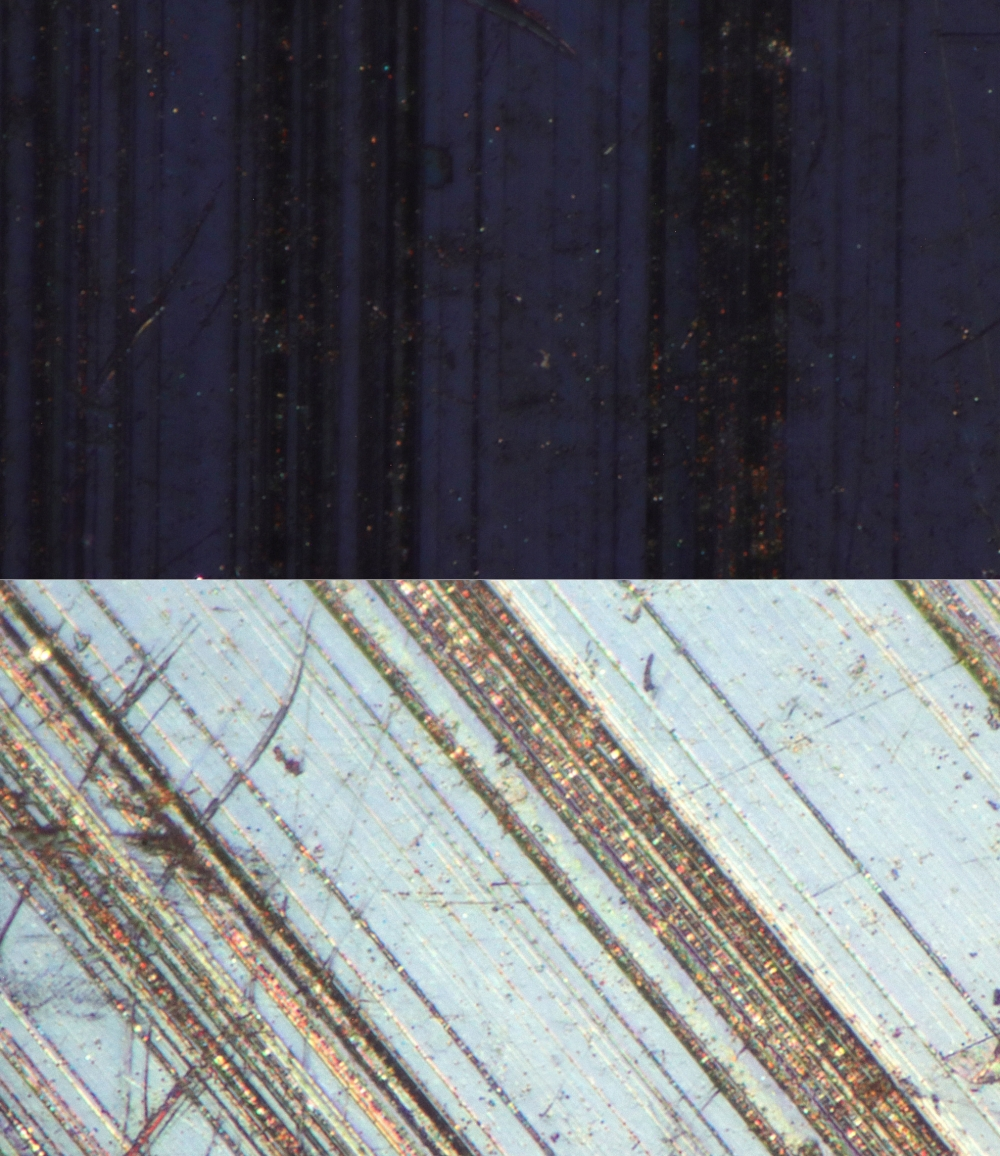
Stibnit: Reflexionspleochroismus

An der Luft verblasst der Glanz des Stibnits mit der Zeit und läuft buntfarbig an. Mit der Zeit kann das Mineral auch zu farbloser bis gelblicher Antimonblüte (Valentinit) bzw. Antimonocker, einem erdigen Gemenge aus Antimonoxiden (meist Stibiconit oder Cervantit), verwittern.
Stibnit zeigt im Dünnschliff unter dem Auflichtmikroskop einen starken Reflexionspleochroismus. An der Luft erscheint er parallel der a-Achse mattgrau bis weiß, parallel der b-Achse dunkel mattgrau mit einem Stich nach Oliv und parallel der c-Achse reinweiß. In Öl sind die pleochroistischen Effekte ähnlich, wenn auch insgesamt dunkler und deutlicher.
Die Mohshärte beträgt je nach Reinheit 2 bis 2,5 (VHN100 = 71 bis 86 kg/mm²) und die Dichte 4,6 bis 4,7 g/cm³.
Stibnit wird gelegentlich mit Galenit verwechselt, unterscheidet sich von diesem jedoch dadurch, dass Stibnit bereits in der Streichholzflamme schmilzt (Schmelzpunkt: ca. 548 bis 550 °C). Er verbrennt mit grünblauer Flamme.
In Salzsäure und heißen, wässrigen Natriumsulfidlösung ist Stibnit löslich und in Salpetersäure zersetzt er sich unter Abscheidung von Sb2S5.

## Modifikationen und Varietäten
Die Verbindung Sb2S3 ist dimorph, das heißt in der Natur tritt sie neben dem orthorhombisch kristallisierenden Stibnit noch als amorpher Metastibnit auf.

## Bildung und Fundorte

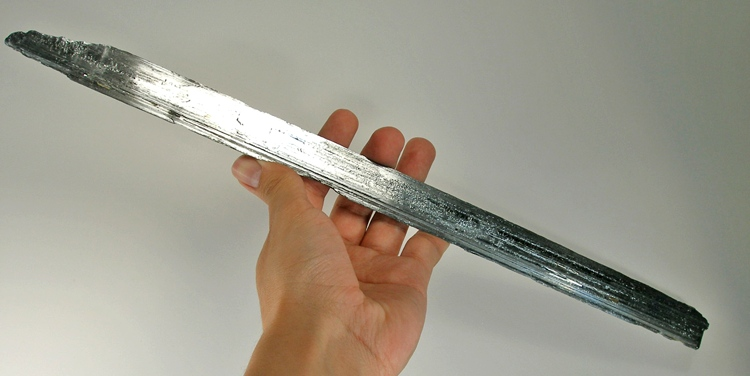
40,5 × 2,4 × 1,3 cm großer Stibnitkristall aus Qinglong, Provinz Guizhou, China

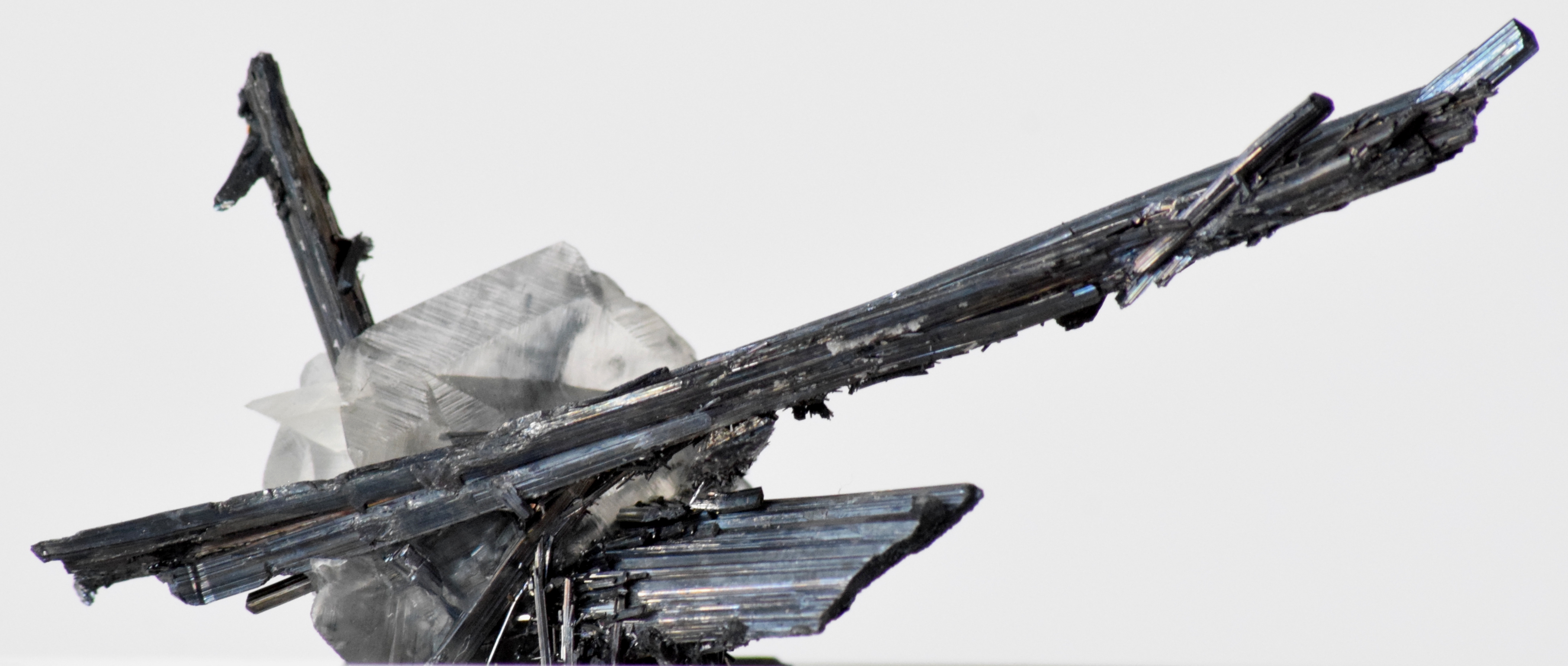
Antimonitkristalle (längster Kristall: 7 cm) in Paragenese mit Calcit (Länge: 3 cm) aus Xikuangshan, Hunan, China

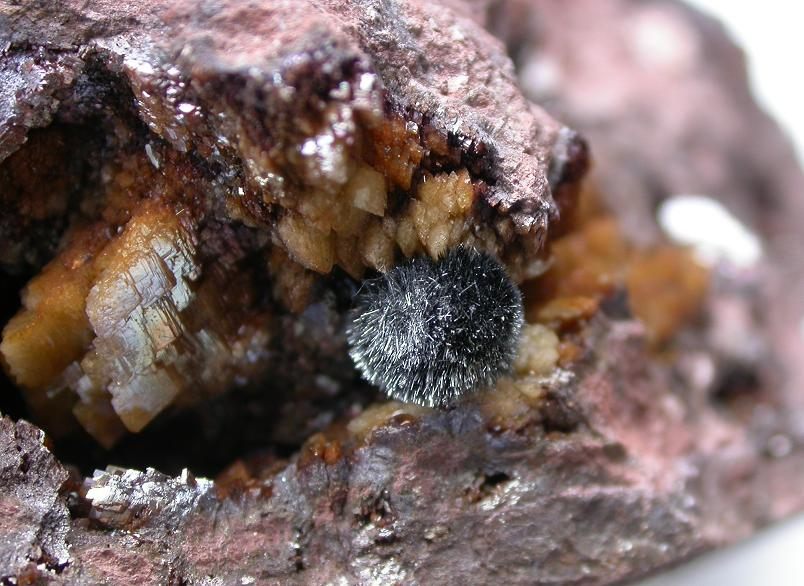
7 mm großes, kugelförmiges Stibnit-Aggregat auf Siderit aus der Grube Hilfe Gottes bei Bad Grund (Harz)

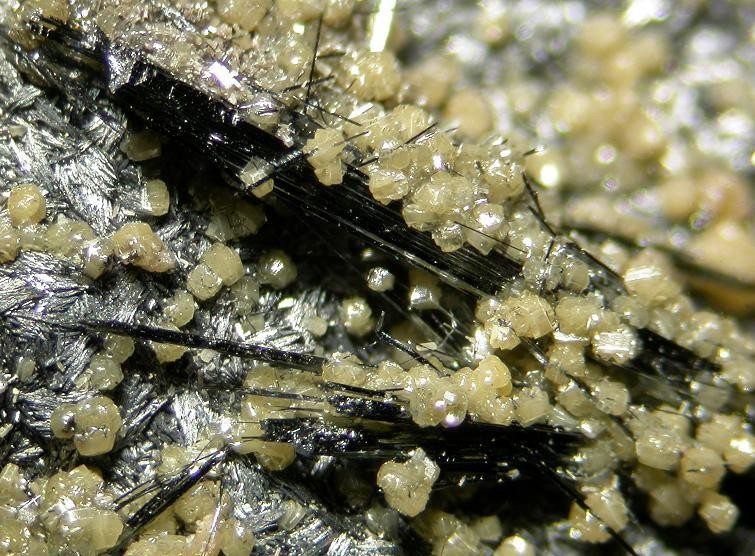
Valentinit (gelb) auf Stibnitnadeln aus Dafeng, Shanglin, Präfektur Nanning, China (Sichtfeld: 7 mm)

Stibnit bildet sich in Hydrothermalen Erzadern in einem weiten Temperaturbereich etwa zwischen 300 und 1000 °C. Dort tritt er in Paragenese mit vielen weiteren Sulfidmineralen wie unter anderem Arsenopyrit, Auripigment, Cinnabarit, Galenit, Markasit, Pyrit, Realgar, aber auch mit Ankerit, Calcit, Baryt, Cervantit, Fluorit, Stibiconit und Quarz (meist in Form von Chalcedon) auf.
Als häufige Mineralbildung ist Stibnit an vielen Fundstätten anzutreffen, wobei bisher über 3700 Fundorte dokumentiert sind (Stand: 2023).
Bekannt aufgrund außergewöhnlicher Mineralfunde sind vor allem die Antimon-Lagerstätte bei Xikuangshan in der chinesischen Provinz Hunan, in der über einen Meter lange Kristalle gefunden wurden sowie die „Ichinokawa Mine“ auf Shikoku in Japan, aus der bis zu 60 cm lange Kristalle zutage traten. Auch die „White Caps Mine“ bei Manhattan (Nye County) in Nevada liefert große Kristalle von bis zu 20 cm Länge und bei Kadamdzhai in Kirgisistan wurden Kristalldrusen mit einem Durchmesser bis etwa 15 cm gefunden, in denen Stibnit oft mit Fluorit, Baryt und Calcit vergesellschaftet ist.
In Deutschland fand sich das Mineral in Antimonit-Quarz-Gängen (zum Teil auch mit Gold) unter anderem bei Brandholz/Goldkronach in Bayern und Schleiz in Thüringen, in Blei-Silber-Erzgängen wie beispielsweise bei Bräunsdorf nahe Freiberg in Sachsen und Wolfsberg im Harz in Sachsen-Anhalt. Daneben sind aber auch viele weitere Fundorte im Schwarzwald (Baden-Württemberg), im Sauerland und Siegerland (Nordrhein-Westfalen), der Eifel (Rheinland-Pfalz) und dem Erzgebirge (Sachsen) bekannt.
Ein bekannter Fundort in Österreich ist unter anderem das Antimon-Bergwerk bei Stadtschlaining im Burgenland mit Kristallfunden von mehreren Zentimetern Größe. Daneben finden sich Stibnite in wechselnden Mengen und bisweilen lagerstättenbildend in Kärnten, Niederösterreich, Salzburg, der Steiermark und Tirol.
Größere Lagerstätten befanden bzw. befinden sich auch in der Auvergne in Zentralfrankreich, Algerien, Bolivien, bei Lesniča an der Drina in Bosnien, Italien, im nördlichen Transvaal in Südafrika sowie in Tschechien und der Slowakei (ehemals Tschechoslowakei, ČSSR). In den chinesischen Lagerstätten der Provinzen Guangxi (Kwangsi), Guizhou (Kweichow) und Hunan tritt Antimonit meist in Quarz-Gängen zusammen mit Cinnabarit und Pyrit sowie in Verdrängungslagerstätten mit Galenit auf.
Stibnitfunde aus der Schweiz kennt man unter anderem aus den Kantonen Graubünden, Tessin und Wallis.
Weitere Fundorte liegen unter anderem in der Antarktis, in Argentinien, Australien, Bosnien und Herzegowina, Brasilien, Bulgarien, Chile, Costa Rica, Ecuador, Fidschi, Finnland, Frankreich, Georgien, Ghana, Griechenland, Guatemala, Indien, Indonesien, Iran, Irland, Isle of Man, Kambodscha, Kanada, auf der Kanalinsel Jersey, Kasachstan, Kirgisistan, Kosovo, Kolumbien, Kuba, Laos, Luxemburg, Madagaskar, Malaysia, Marokko, Mexiko, der Mongolei, Namibia, Neukaledonien, Neuseeland, Niger, Nordmazedonien, Norwegen, Pakistan, Papua-Neuguinea, Peru, den Philippinen, Polen, Portugal, Rumänien, Russland, Saudi-Arabien, Schweden, Serbien, Simbabwe, Slowenien, Spanien, Südkorea, Tadschikistan, Tansania, Taiwan, Thailand, Türkei, der Ukraine, Ungarn, Usbekistan, im Vereinigten Königreich (Großbritannien) und den Vereinigten Staaten von Amerika (USA).

## Verwendung
Wirtschaftliche Bedeutung hat das Mineral durch seinen hohen Antimon-Gehalt von bis zu 71,7 %. Dieses sehr seltene Metall, das lediglich 0,00002 % der Erdkruste ausmacht und als Legierungselement in gehärtetem Getriebestahl, als Zumischung in Batterieblei und in der Halbleiterindustrie Verwendung findet, wird hauptsächlich aus Stibnit gewonnen. Hauptexporteur war im Jahre 2003 die Volksrepublik China.